# Messer Chups
Messer Chups ist eine russische Surf-Band. Die Künstlernamen der Mitglieder sind Oleg Gitarkin (Gitarre) und Svetlana Zombierella Nagaeva (E-Bass, Gesang).

## Geschichte
Die Band wurde 1998 gegründet als Nebenprojekt von Messer für Frau Müller. Messer Chups verbinden instrumentale Surfmusik mit Klangcollagen aus B-Movie-Filmen und Gesangseinlagen. Ab 2003 war zwei Jahre lang die Thereminspielerin Lidija Kawina bei Aufnahmen und Konzerten zugegen, Schlagzeuger war von 2008 bis 2010 Alexander Belkok. Ab 2010 saß Boris „Bisfer“ Israel Fernandez am Schlagzeug, seit 2014 ist Evgeny Lomakin Schlagzeuger.
Das Album Crazy Price erschien 2005 noch einmal bei Mike Pattons Label Ipecac Recordings.

## Diskografie
Alben
- 1999: Monster and Monster
- 2000: Vamp Babes
- 2000: Bride of the Atom
- 2000: Miss Libido 2000
- 2002: Black Black Magic
- 2003: Crazy Price
- 2005: Hyena Safari
- 2007: Zombie Shopping
- 2009: Heretic Channel
- 2011: Surf Riders from the Swamp Lagoon
- 2011: Bermuda 66
- 2012: Church of Reverb
- 2015: Spooky Hook
- 2015: The Incredible Crocotiger
- 2017: Taste the Blood of Guitaracula
- 2019: Mondo Harp
- 2020: Don‘t Say Cheese
- 2021: Visiting the Skeleton in the Closet